# Stiremetra
Genre
Stiremetra est un genre de comatules de la famille des Thalassometridae.

## Liste des espèces
Selon World Register of Marine Species (13 avril 2015) :
- Stiremetra acutiradia (Carpenter, 1888) -- Fidji (~2 500 m de profondeur)
- Stiremetra breviradia (Carpenter, 1888) -- Pacifique sud-ouest
- Stiremetra carinifera AH Clark, 1912 -- Somalie (~750 m de profondeur)
- Stiremetra decora AH Clark, 1950 -- Hawaii (~650 m de profondeur)
- Stiremetra perplexa (AH Clark, 1912) -- Indonésie (>1 000 m de profondeur)
- Stiremetra spinicirra (Carpenter, 1888) -- Australie (400~1 700 m de profondeur)